# Diocesi di Dulcigno
La diocesi di Dulcigno (in latino: Dioecesis Dulcinensis o Ulciniensis) è una diocesi soppressa e sede titolare della Chiesa cattolica.

## Storia
La diocesi di Dulcigno, sulla costa adriatica, ha origini incerte. Il primo vescovo, di cui si hanno riscontri storici, sebbene non se ne conosca il nome, sedeva sulla cattedra di Dulcigno nell'877, in occasione del sinodo di Dumno, nel quale la diocesi risulta essere suffraganea di Doclea.
La diocesi appare anche in una Notitia Episcopatuum del patriarcato di Costantinopoli, sul finire del X secolo, tra le suffraganee dell'arcidiocesi di Durazzo; è l'unica menzione di questa sede tra le fonti documentarie greche.
Nel 1034 entrò a far parte della provincia ecclesiastica dell'arcidiocesi di Antivari; nel 1078 passò ad essere suffraganea dell'arcidiocesi di Ragusa, ma nel 1174 tornò alla provincia ecclesiastica di Antivari.
Nel 1420 la città ed il territorio divennero parte della repubblica di Venezia. La diocesi si organizzò con una serie di chiese e di monasteri.
Il 4 settembre 1517 il vescovo di Dulcigno Lorenzo Boschetti fu promosso all'arcidiocesi di Antivari, ma ritenne la diocesi di Dulcigno unita in persona episcopi.
Il 27 febbraio 1532 fu unita alla diocesi di Budua. Tuttavia nel 1558 fu nominato un nuovo vescovo, morto il quale la sede rimase vacante e data in amministrazione agli arcivescovi di Antivari.
Nel 1571 la città fu conquistata dai Turchi, la popolazione cattolica fu massacrata o fuggì, le chiese e le strutture cristiane furono distrutte, tra cui la cattedrale dedicata alla Vergine Maria e il monastero benedettino di San Nicola.
Dal 1933 Dulcigno è annoverata tra le sedi vescovili titolari della Chiesa cattolica; dal 10 marzo 2022 il vescovo titolare è Maciej Małyga, vescovo ausiliare di Breslavia.

## Cronotassi

### Vescovi
- Anonimo † (menzionato nell'877)
- Anonimo † (menzionato nel 1022)[3]
- Anonimo † (? - circa 1030 deceduto)
- Anonimo ? † (menzionato nel 1120)[4]
- Anonimo (Giovanni I ?) † (prima del 1142 - dicembre 1153 deposto)[5]
- Giovanni II † (prima del 1166 - dopo il 1168[6])
- Paolo † (menzionato nel 1189)[7]
- Natale † (menzionato nel 1199)
- Marco † (prima del 1242[8] - circa 1260 deceduto ?)[9]
- Grobina † (circa 1260 - ?)[10]
- Anonimo † (menzionato nel 1283)[11]
- Miroslav † (? - circa 1331 deceduto)[12]
- Tommaso, O.P. † (24 settembre 1331 - 17 agosto 1334 nominato vescovo di Cattaro)
- Bonagrazia dall'Aquila, O.F.M. † (17 agosto 1334 - 31 maggio 1342 nominato vescovo di Pola)
- Antonio, O.S.B. † (9 febbraio 1343 - 1349 dimesso)
- Pietro I, O.P. † (2 settembre 1349 - 1354 deceduto)
- Giovanni da Vicenza † (19 novembre 1354 - circa 1360 deceduto)[13]
- Nicola † (circa 1360 - dopo il 1369)
  - Marino Trifone † (menzionato nel 1369) (intruso)[14]
- Matteo † (prima del 21 giugno 1406[15] - circa 1410 deceduto)
- Taddeo † (11 agosto 1410 - ? deceduto)
- Giovanni da Brescia, O.F.M. † (12 gennaio 1411 - ?)
- Nicola Wallibassa † (14 marzo 1414 - 24 maggio 1424 nominato vescovo di Drivasto)
- Francesco da Scutari, O.F.M. † (24 maggio 1424 - ?)
- Pietro II † (15 marzo 1435 - circa 1441 deceduto)
- Paganino † (2 giugno 1441 - circa 1481 deceduto)
- Martino Segona † (20 marzo 1482 - 1485 deceduto)
- Marino Gamba † (21 ottobre 1485 - dopo il 1509 ? deceduto)
- Lorenzo Boschetti † (1515 - 11 settembre 1517 nominato arcivescovo di Antivari)
- Giovanni Armani † (10 dicembre 1522 - ?)
- Pietro Malgareso, O.F.M. † (29 novembre 1528 - 1532 dimesso)
  - Sede unita a Budua[16]
- Andrea Jubiza † (23 marzo 1558 - circa 1565 deceduto)
  - Sede soppressa

### Vescovi titolari
- Simon Konrad (Josef) Landersdorfer, O.S.B. † (27 ottobre 1968 - 30 novembre 1970 dimesso)
- José Gonçalves da Costa, C.SS.R. † (19 agosto 1975 - 19 aprile 1979 succeduto arcivescovo di Niterói)
- William Henry Keeler † (24 luglio 1979 - 10 novembre 1983 nominato vescovo di Harrisburg)
- Fernando Antônio Figueiredo, O.F.M. (21 gennaio 1984 - 12 novembre 1984 nominato vescovo coadiutore di Teófilo Otoni)
- Józef Pazdur † (18 dicembre 1984 - 7 maggio 2015 deceduto)
- Maciej Małyga, dal 10 marzo 2022